# Fesztbaum Béla
Fesztbaum Béla (Eger, 1975. január 6. –) Jászai Mari-díjas magyar színész.

## Életpályája
Középiskolai tanulmányait 1989-től 1993-ig a szentesi Horváth Mihály Gimnázium irodalmi-drámai tagozatán végezte, olyan osztálytársakkal, mint Ébl Helga, Hajas Tamás, Kiss János, Skultéti Róbert és Vass György. 1993-tól a Színház- és Filmművészeti Főiskola színész szakán tanult, 1997-ben diplomája megszerzése után a Vígszínházhoz szerződött, amelynek máig is tagja.
Fontosabb szerepei között számon tartják Csil-t (Dés-Geszti-Békés: A dzsungel könyve), Péter-t (Eisemann-Halász-Békeffi: Egy csók és más semmi), az Apát (Örkény István: Pisti a vérzivatarban). 2016. november 5-én, a Vígszínházban, bemutatták Molnár Ferenc A Pál utcai fiúk című regénye színházi adaptációját, amit Dés László, Geszti Péter, és Grecsó Krisztián zenés darabnak álmodtak meg. A musicalt Marton László rendezte, főszerepben Fesztbaum Béla (Rácz tanár úr), Wunderlich József (Boka), Vecsei H. Miklós (Nemecsek Ernő), Csapó Attila (Geréb) és Józan László (Áts Feri) voltak.
1999-ben alakult meg a Könnyű esti sértés KES-zenekar színészzenekar, melynek alapító tagja és zenekarvezetője, billentyűs hangszereken és gitáron játszik.
Színházi munkássága mellett televíziós műsorok, magyar és külföldi filmek szereplője, szinkronszínészként is dolgozik. 2009-ben a Pannon Egyetemen színháztudomány szakos bölcsész MA diplomát szerzett.

2016-ban summa cum laude minősítéssel doktori címet szerzett (DLA) a Színház- és Filmművészeti Egyetemen. Hiánypótló színháztörténeti disszertációja Ditrói Mórról, a Vígszínház első művészeti igazgatójáról szól, címe: „Aki Budapestet mulattatja, de Kolozsvárról álmodik.” Témavezetője Marton László volt.

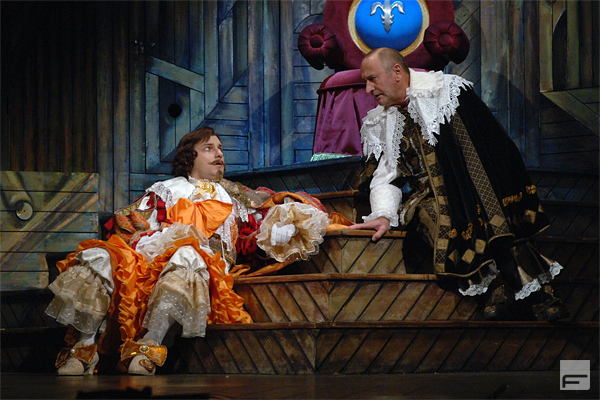
Fesztbaum Béla, Reviczky Gábor
(A három testőr, Vígszínház, 2005)

2017-től az A Grund – vígszínházi fiúzenekar nevű formáció kezdeményező-alapítótagja is Wunderlich Józseffel, Zoltán Áronnal, Ember Márkkal és Medveczky Balázzsal, akik mind az előző év őszén bemutatott A Pál utcai fiúk című zenés játék főbb szereplői, így repertoárjukon e színdarab dalai is szerepelnek.

## Színházi szerepei
- Tracy Letts: Augusztus Oklahomában (Kicsi Charles Aiken)
- Beaumarchais: Figaro házassága (Don Gusman)
- Kosztolányi Dezső: A léggömb elrepül (önálló est Kosztolányi Dezső írásaiból)
- Böll-Bereményi: Katharina Blum elvesztett tisztessége (Hach államügyész)
- Molière-Parti Nagy Lajos: Úrhatnám polgár (Zenetanár)
- Kiss József: Oké, Néró Aquincumban! (Kis Béla)
- Vinterberg-Rukov-Hansen-Elridge: Az ünnep (Poul)
- Molnár Ferenc: Harmónia (Páll)
- Alexander Dumas: A három testőr (XIII. Lajos, francia király)
- Kacsoh-Heltai: János Vitéz (Francia király)
- Shakespeare: Tévedések vígjátéka (Angelo)
- Örkény István: Pisti a vérzivatarban (Papa)
- Romhányi-Fényes: Hamupipőke (Szakács, Takács, Kovács)
- Alfredson-Danielsson: Picasso kalandjai (Madame Susanna, Pap, Végrehajtó, Rousseau, Hitler, Szerelő)
- Kárpáti Péter: Pájinkás János (Apja)
- Gorkij: Nyaralók (Riumin)
- Eisemann-Halász-Békeffi: Egy csók és más semmi (Péter)
- Lessing: Bölcs Náthán (Al-Hafi)
- Dés–Geszti-Békés: A dzsungel könyve (Csil, a keselyű)
- Bertolt Brecht: Kurázsi mama (Ezredes, Narrátor)
- Georg Büchner: Leonce és Léna (Péter király)
- Shakespeare: Lóvátett lovagok (Pille)
- Shakespeare: A vihar (Stephano)
- Réthly Attila: Élve vagy halva (Döme)
- Thornton Wilder: A mi kis városunk (George Gibbs)
- Hašek-Spiró: Svejk
- Shakespeare: Ahogy tetszik (Jacques)
- O’Neill: Boldogtalan hold (T. Stedman Harder)
- Collodi-Litvai: Pinokkió (Pinokkió)
- Presser-Kern: Szenti István krt. 14.
- Békés Pál: Össztánc
- Korognai Károly: Szabadon foglak (Larry)
- Labiche: Olasz szalmakalap (Achille de Rosalba)
- Goldoni: A legyező (Limoncino)
- Eisemann-Zágon-Somogyi: Fekete Péter (Gaston Auriol)
- Shakespeare: Ahogy tetszik (Csűrcsavar Olivér)
- Shakespeare: Vízkereszt, vagy amit akartok (Fábián)
- Neil Simon: Hotel Plaza (Boy, Borden Eisler)
- Barta Lajos: Szerelem (Postás)
- Molnár Ferenc: Nászinduló (Harry Hill)
- Presser–Horváth–Sztevanovity: A padlás (Témüller, azelőtt házmester, most önkéntes)
- Goethe: Faust (Wagner)
- Molnár Ferenc: Játék a kastélyban (Gál)
- William Shakespeare-Varró Dániel: Makrancos Kata (Hortensio, átöltözve Litio, Petruchio barátja, Bianca kérője)
- Bertolt Brecht: Jóembert keresünk (Második Isten)
- Mihail Bulgakov: A Mester és Margarita (Pilátus)
- Arthur Miller: Istenítélet - A salemi boszorkányok (Danforth alkormányzó)
- William Shakespeare: A velencei kalmár (Dózse, Velence elnöke)
- Molnár–Dés–Geszti–Grecsó: A Pál utcai fiúk (zenés játék két részben, 2016) (Rácz tanár úr)
- Peter Morgan: Audiencia (John Major)

## Filmszerepei
- Tímár Péter – Csinibaba (Ede, a kisdobos)
- Tímár Péter – 6:3 (Rudi, a borbélysegéd)
- Deák Krisztina – Jadviga párnája (Buchbinder Miki)
- Herendi Gábor – Valami Amerika (Rendezőasszisztens)
- Anthony Hitcox – Vírusbosszú
- Miklauzic Bence – Ébrenjárók (Yuppie)
- Életképek – Nyári Béla humorista, újságíró (2009)
- Jancsó Miklós – Kelj fel, komám (Béla)
- Mészáros Márta – A Temetetlen halott (Börtönőr)
- Herendi Gábor – Magyar vándor (Tatár szakács)
- Bille Eltringham – Mrs. Ratcliffe forradalma (Tiszt)
- Robert Young – Eichmann (Kasztner Rezső)
- Szabó István – Rokonok (Miniszteri titkár)
- Ragályi Elemér – Nincs kegyelem (Péteri ügyvédje)
- Herendi Gábor – Valami Amerika 2. (Rendezőasszisztens)
- Berosált a rezesbanda (2013) – Kelemen
- Papp Gábor Zsigmond – Ketten Párizs ellen
- Kern András – Gondolj rám (2016)
- Vitézy László – A színésznő (2018)[9]
- Vitézy László – Házasságtörés (2019)
- Vitézy László – Az énekesnő (2022)
- Forgács Péter – Szájhős.tv (2022)
- Goda Krisztina – Ida regénye (2022)
- Pasik! – Az Ördög (sorozat) (2000)
- Pasik! – Klikk Lajos (sorozat) (2002)
- A besúgó (sorozat, 2022)

## Szinkronszerepei
- Viszonyok: Doug – Adam Goldberg
- Buffy, a vámpírok réme: Spike – James Masters (első hang)
- Bűvölet: Luca Biagi – Lorenzo Ciompi
- Berlin, Berlin: Hart – Matthias Klimsa
- Az elit alakulat: Ralph Spina – Tony Devlin
- Lost – Eltűntek: Hugo 'Hurley' Reyes – Jorge Garcia
- Afrika gyöngyszeme: Domingos Ferreira – Eric Santos
- Így jártam anyátokkal: Ted Mosby – Josh Radnor
- Nyomi szerencsétlen utazásai: Mentacukor Larry – Jeff Bennett
- Rejtélyek városkája: Bill Chiper – Alex Hirsch
- Sailor Moon: Nephrite
- Jó.Egy: Ra.Egy
- Titan A.E: Cale Tucker – Matt Damon
- Szörny Rt.: Smitty – Dan Gerson
- Vissza a jövőbe: George McFly – Crispin Glover
- Hulk: Bruce Banner – Eric Bana
- Az ötödik elem: Rabló – Matthieu Kassovitz
- Harry Potter és a Tűz Serlege : Viktor Krum  – Stanislav Ianevski
- Lego: Hero Factory: Zib – Henry Winkler

## Hangjáték
- Szép Ernő: Lila ákác (1997)
- Vörösmarty Mihály: Az elbúsult diák (2000)
- Federico Fellini: A legnagyobb találmány (2001)
- Federico Fellini: Az ideális utazás (2002)
- Tersánszky Józsi Jenő: Két zöld ász (2002)
- Nagy András: Arad, éjjel (2003)
- Nyerges András: Fülbemászó fölkeresi Skarabeuszt (2003)
- Újszállási Lajos: A Garami-dosszié (2003)
- Csehov, Anton Pavlovics: A svéd gyufa (2005)
- Rádiószínház-Minidrámák (2007)
- Rejtő Jenő: Csontbrigád (2007)
- Balázs József: Magyarok (2015)
- Ottlik Géza: A Valencia-rejtély (2018) (színész, rendező)

## CD-k, hangoskönyvek
- Julia Donaldson – Axel Scheffler: A graffaló + 6 másik mese

## Könyv
- Aki Budapestet mulattatja, de Kolozsvárról álmodik... Ditrói Mór színházi életrajza; Corvina, Bp., 2017

## Díjai
- Hegedűs Gyula-emlékgyűrű (2006)
- Nádasdy Kálmán Sanzonverseny II. helyezés (2007)
- Ajtay Andor-emlékdíj (2008, 2014)
- Harsányi Zsolt-díj (2009)
- Jászai Mari-díj (2011)
- Roboz Imre-díj (2012, 2017)
- Ruttkai Éva-emlékdíj (2013)[10]
- Vígszínház-díj (2022)[11]